# Starý hrad Żywiec
Starý hrad Żywiec, polsky Stary Zamek w Żywcu nebo Stary Zamek Żywiec, je hrad ve městě Żywiec v okrese Żywiec v jižním Polsku. Geograficky se nachází ve Slezském vojvodství. Hrad je památkově chráněn.

## Historie a popis
Starý hrad Żywiec je historická budova v centru Żywce, postavená kolem 15. století. V roce 1477, kdy byla loajalita města a majitelů vůči polské koruně nejistá, došlo ke druhému dobytí Żywce královským vojskem a hrad byl srovnán se zemí. K nové výstavbě došlo pravděpodobně mezi lety 1485 až 1500, kdy byly postaveny dvě nové severní věže a jižní věže byly zesíleny. Vše mělo obranný i reprezentativní charakter s výraznými renesančními rysy. Kolem roku 1569 pokračovala další přestavba, kdy bylo také postaveno arkádové renesanční nádvoří a provedeny úpravy se záměrem posílení palácové reprezentační funkce, včetně odstranění jihovýchodní věže. Před rokem 1624 byl objekt nájezdem zpustošen a v polovině 17. století opět obnoven a rozšířen. Na počátku 18. století Wielopolští hradní areál výrazně rozšířili. V roce 1838 hrad koupili Habsburkové, kteří jej vlastnili až do začátku 2. světové války. Od roku 2005 je sídlem Městského muzea Żywiec.

## Galerie

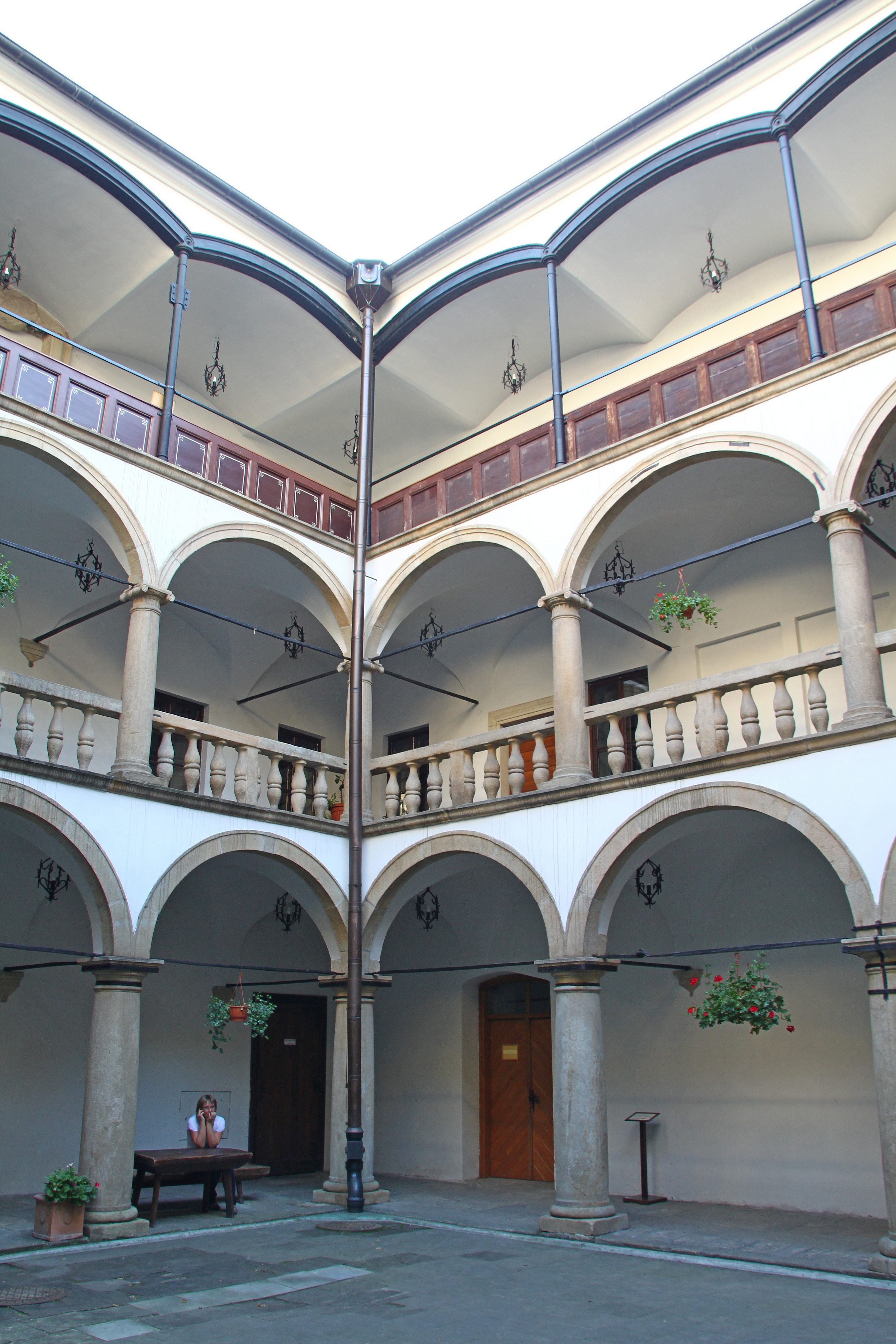

## Další informace
Vstup do hradu je zpoplatněn.